# سجل انتخابي

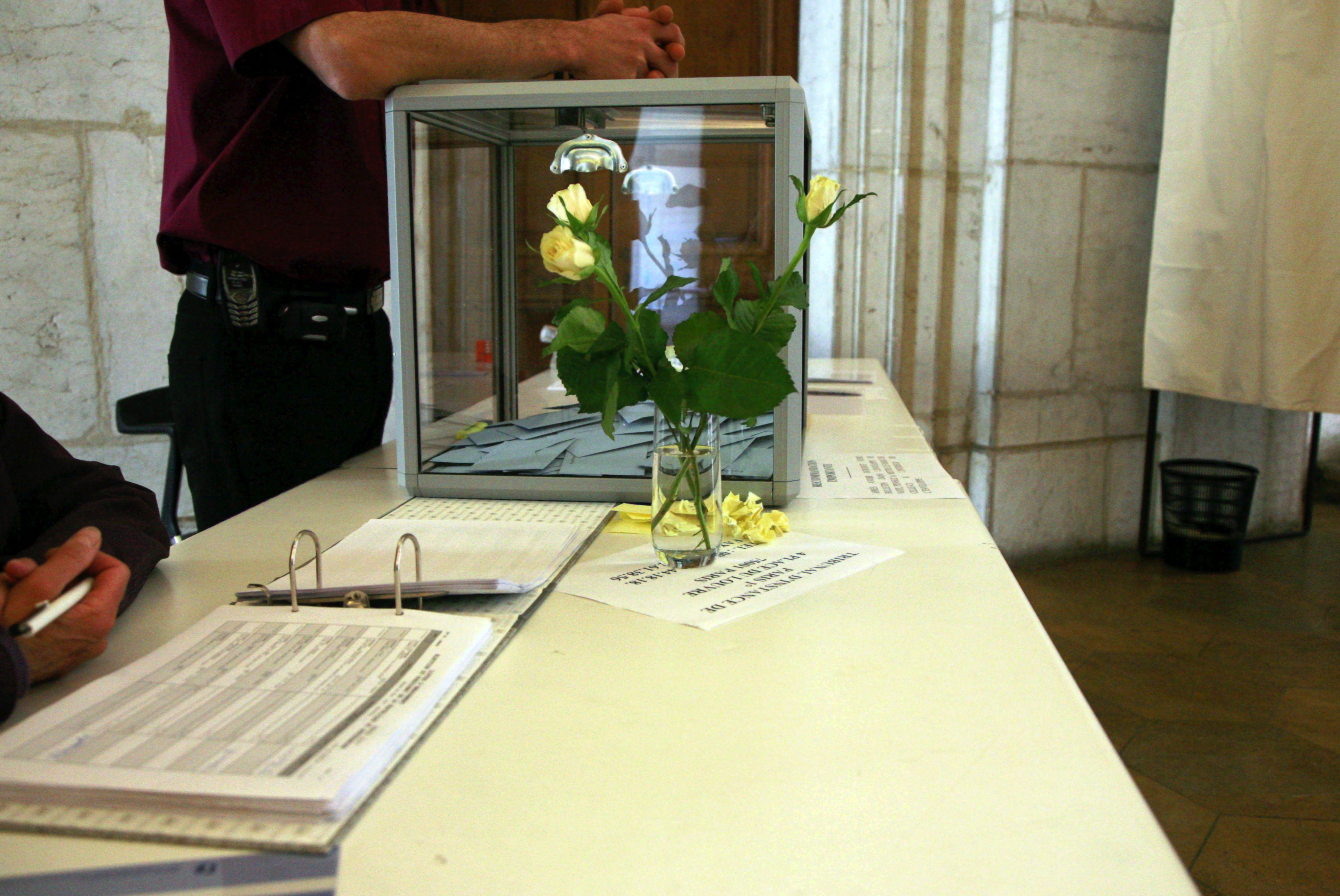

السجل الانتخابي أو اللائحة الانتخابية هي لائحة تشمل جميع مَن سجلوا أنفسهم للتصويت في منطقة معينة. وييسر هذا السجل من عملية التصويت، ويساعد في منع التزوير، كما يمكن أيضًا أن يُستخدَم لاختيار أعضاء هيئة المحلفين. وتُستخدَم السجلات الانتخابية في العديد من النظم الديمقراطية، ومنها الولايات المتحدة والمملكة المتحدة وأستراليا ونيوزيلندا.

## أستراليا
ظهرت أولى القوائم الانتخابية في أستراليا في أربعينيات القرن التاسع عشر في ولايتي نيوساوث ويلز وفيكتوريا.
وبدأ وضع قائمة انتخابية سنوية لكومنولث أستراليا عقب إقامة الاتحاد الأسترالي عام 1901. وعلى مدار بضعة أعوام بعد ذلك، كانت كل ولاية أيضًا تضع قوائمها الانتخابية. لكن (باستثناء أستراليا الغربية) تم إلغاء هذه العملية، وصارت الانتخابات المحلية وانتخابات الولايات تستند الآن إلى قائمة الكومنولث الانتخابية.
والقيد إلزامي في القائمة الانتخابية لكل مَن له حق التصويت (باستثناء جزيرة نورفولك حيث القيد اختياري). ومع ذلك، فإن التخلف عن التسجيل لا يعاقب عليه القانون، لوجود حماية قانونية بموجب قانون انتخابات الكومنولث لعام 1918. والتصويت متاح للمواطنين الأستراليين، والبريطانيين المقيمين في أستراليا من قبل عام 1984 (حوالي 9% من القائمة الانتخابية).
ولا تسجل حاليًا القائمة الانتخابية سوى اسم الناخب وعنوانه، رغم أنها كانت تسجل في سنوات سابقة المهنة أيضًا.
ويتم جمع السجل الانتخابي بواسطة اللجنة الانتخابة الأسترالية (AEC) على مستوى الولايات/الأقاليم، حسب الترتيب الأبجدي لاسم العائلة. وكانت القوائم الانتخابية قبل عام 1988 تُجمَع بواسطة مركز الاقتراع والمركز الفرعي له.
وحتى عام 1990، كانت جزيرة لورد هاو مسجلة في مركز اقتراع سيدني.
وجزر كوكوس وجزيرة كريسماس مسجلة الآن بقائمة الإقليم الشمالي الانتخابية.
منذ 21 يوليو 2004، لم تُبَع القائمة الانتخابية الأسترالية بأي شكل من الأشكال. ولم تصدر في نسخة مطبوعة منذ عام 1985، إذ صارت تُطبَع على ميكروفيلم. وصارت تصدر الآن في شكل إلكتروني فقط، ولا يُسمَح لأحد باستعراضها سوى في مكتب اللجنة الانتخابية الأسترالية. ويحتفظ كل مكتب بنسخة من القائمة الانتخابية للدولة بأسرها.
تهدف هذه الإجراءات إلى تحقيق التوازن بين خصوصية الناخبين ونشر القائمة الانتخابية، الأمر الذي يمثل جزءًا لا يتجزأ من إجراء انتخابات حرة ونزيهة، مع تمكينها المشاركين التأكد من المصداقية والمساءلة في العملية الانتخابية والاعتراض على قيد أي ناخب.

## هونغ كونغ
يتولى المكتب الانتخابي والتسجيل (REO) مهمة حفظ القائمة الانتخابية في هونغ كونغ. ويتوفر السجل النهائي كل عام في يوم 25 يوليو، باستثناء السنوات التي تُقام فيها انتخابات مجالس المقاطعات الإقليمية، والتي يُتاح فيها السجل النهائي يوم 15 سبتمبر. ويكون من حق جميع المقيمين الدائمين في الإقليم (والمقيم الدائم هو الذي مرَّ على إقامته في الإقليم سبع سنوات) التسجيل كمصوتين في الانتخابات، بغض النظر عن الجنسية أو المواطنة.

## أيرلندا
تحفظ السجل الانتخابي في أيرلندا السلطات المحلية. ويجوز لجميع المقيمين، الذين بلغت أعمارهم 18 سنة في الدولة، التسجيل للتصويت في الانتخابات بالعنوان الذي «يقيمون فيه عادةً». وتُنشَر مسودة السجل الانتخابي في شهر نوفمبر من كل عام بعد إجراء زيارات منزلية لتسجيل الناخبين. ويدخل السجل، بعد ذلك، حيز التنفيذ في فبراير التالي بعد إتاحة بعض الوقت لإجراء الطعون والإضافات. ويُنشَر سجل تكميلي يتيح للناخبين إجراء التعديلات (عادة ما يكون تغيير العنوان أو الإبلاغ عن بلوغ عمر 18 عامًا) قبل يوم التصويت. ويقتصر التصويت بالبريد على مهن معينة والطلاب والمعاقين أو المسنين المقيمين بعيدًا عن الوطن. هناك أيضًا بند للناخبين الاستثنائين الذين يكونون عادةً ممن يعانون من إعاقة جسدية.
على الرغم من أن جميع المقيمين في أيرلندا يمكنهم التسجيل، فالتصويت يعتمد في هذه الدولة على المواطنة. فيحق لجميع المقيمين التصويت في انتخابات السلطات المحلية. ويجوز للأيرلنديين ومواطني الاتحاد الأوروبي التصويت في انتخابات البرلمان الأوروبي. ويجوز للأيرلنديين ومواطني الاتحاد الأوروبي التصويت في مجلس دايل إيرين. لكن لا يجوز التصويت في الانتخابات الرئاسية أو الاستفتاءات الدستورية سوى للمواطنين الأيرلدنيين.
والسجل الانتخابي لانتخابات المقاعد الجامعية الستة بمجلس الشيوخ الأيرلندي تحتفظ به جامعة أيرلندا الوطنية وجامعة دبلن. ويجوز للمواطنين الأيرلنديين الذين تخرجوا في هاتين الجامعتين ويزيد عمرهم عن 18 عامًا التسجيل للتصويت. ويكون التصويت عبر البريد، ولا تُشترَط الإقامة داخل الدولة.

## نيوزيلندا
اُستخدِمت القوائم الانتخابية في نيوزيلندا منذ آواخر القرن التاسع عشر، وبعضها متوفر في المكتبات العامة للأغراض البحثية في مجال علم الأنساب. وقديمًا، كان هناك نظام تسجيل منفصل للسكان الأصليين (الماوري); ثم صارت هناك قوائم انتخابية للماوري في عام 1948. وفي عام 1975، خُيّر الناخبون من أصل ماوري بين التسجيل في سجلات الماوري أو السجلات الانتخابية «العامة»، وهو الخيار الذي يسمح لمن يسجل اسمه في سجلات الماوري بالتصويت لأعضاء البرلمان من مرشحي الماوري.

## المملكة المتحدة
في المملكة المتحدة، يمتد الحق في التسجيل للتصويت ليشمل كافة مواطني بريطانيا وجمهورية أيرلندا والكومنولث والاتحاد الأوروبي. والمواطنون البريطانيون، الذين يعيشون في الخارج، يجوز لهم التسجيل لمدة تصل إلى 15 عاما بعد آخر تسجيل لهم على عنوان في المملكة المتحدة. ويجوز لأي شخص التسجيل قبل أن يبلغ 18 عامًا، طالما أنه سيصل إلى هذا العمر قبل المراجعة التالية للتسجيل.
ويُجمَع السجل لكل دائرة انتخابية، ويمسكه مكتب التسجيل الانتخابي. يقع هذا المكتب في إنجلترا وويلز في المجلس المحلي (على مستوى الدائرة أو البلدة أو الوحدة). وفي أسكتلندا، توجد المكاتب أحيانًا مع المجالس، لكنها قد تكون منفصلة أيضًا. ويوجد في أيرلندا الشمالية مكتب انتخابات مركزي تديره الحكومة.
ويُجرَى، حاليًا، تجميع السجل عن طريق إرسال استبيان سنوي لكل منزل (وهي العملية التي نص عليها قانون التمثيل الشعبي لعام 1918). ويجوز فرض غرامة تصل إلى 1000 جنيه إسترليني في حالة الإدلاء بمعلومات خاطئة (المستوى الثالث من المقياس المعياري). حتى عام 2001، كان السجل المُراجَع يُنشَر يوم 15 فبراير من كل عام، استنادًا إلى تاريخ استحقاق التصويت في 10 أكتوبر، وتُنشَر مسودة السجل في 28 نوفمبر من العام السابق. لكن بدءًا من عام 2001، ونتيجةً لقانون الأحزاب السياسية والانتخابات والاستفتاءات لعام 2000، صار السجل السنوي «المنقح» يُنشَر يوم 1 ديسمبر، على الرغم من أنه يمكن تحديث السجل بأسماء جديدة كل شهر في الفترة ما بين يناير وسبتمبر.
هناك نموذجان للسجل. النسخة الكاملة من السجل متاحة للتفتيش المراقَب بواسطة أي شخص بموجب الحق القانوني. ويكون هذا هو السجل المستخدَم للتصويت. وتوفيره واستخدامه يحددهما القانون. تتوفر نسخ من هذا السجل لفئات وأفراد محددين، مثل وكالات الائتمان المرجعية والأحزاب السياسية.
ونسخة السجل «المُحرَّرة»، التي تحذف مَن يختارون إلغاء «قيدهم»، يمكن أن يشتريها أي شخص لأي غرض من الأغراض. وتوفر بعض الشركات الدخول إلى النسخة المحرَّرة على الإنترنت مع إمكانية البحث فيها لقاء رسم.
ويحتوي السجل الكامل على المعلومات التالية:
- رقم الناخب (حرفان يشيران إلى الدائرة الانتخابية، متبوعان برقم)
- اسم الناخب وعنوانه
- تاريخ الميلاد (في حالة إتمام ثمانية عشر عامًا خلال عام نشر السجل)
- ما إذا كان الناخب قد طلب التصويت بالبريد

يمكن تفقد «السجل المزود بالعلامات» بعد انتهاء الانتخابات. وهذا السجل هو عبارة عن نسخة من السجل الذي يُستخدَم في الانتخابات مع وجود علامة أمام اسم كل ناخب تفيد بأنه قام بالتصويت.
يجري الآن وضع خطط لإقامة سجل مُنسَّق على الإنترنت للناخبين (CORE)؛ والغرض من ذلك هو توحيد معيار السجلات المحلية والسماح بالوصول إلى البيانات المركزية.
وقد اُقترِح أن يتم الحصول على بيانات التسجيل من البيانات التي كان من المقرر وضعها في مشروع معلومات المواطنين المُقترَح  نسخة محفوظة 13 أغسطس 2004 على موقع واي باك مشين.، أو في سجل الهوية الوطنية. . وفي يناير 2005، بدأت لجنة الشؤون الدستورية ومكتب نائب رئيس الوزراء تحقيقًا مشتركًا لإصلاح نظام التسجيل. وفي يناير 2010، أبطل قانون وثائق الهوية لعام 2010 قانون بطاقات الهوية لعام 2006 الذي أنشأ السجل الوطني للهوية.
وعلى الرغم من المطالبات واسعة النطاق بالتسجيل الفردي للناخبين، لم يقره قانون إدارة الانتخابات عام 2006 بحجة أن مستويات التسجيل ستنهار. لكن قانون الأحزاب السياسية والانتخابات لعام 2009 نصَّ على التحول من نظام تسجيل الأسر لنظام تسجيل الناخبين الفردي في بريطانيا العظمى.

## الولايات المتحدة
اُستخدِمت القوائم الانتخابية أو سجلات الاقتراع في الولايات المتحدة منذ تأسيسها بهدف تحديد أهلية التصويت. وسجلات الاقتراع الحديثة هي قائمة من الناخبين المسجلين المؤهلين قانونًا للمشاركة في الانتخابات. وفي الولايات المتحدة، عادة ما تدير القوائم الانتخابية كيانات محلية، مثل المقاطعات أو الأبرشيات. ومع ذلك، يجوز توفير مصادر الدولة الواسعة النطاق للبيانات المستخدمة في القوائم الانتخابية. وبالرغم من أن سجلات الاقتراع القديمة كانت مطبوعة، صارت سجلات الاقتراع الإلكترونية هي المفضلة حاليًا. فالقوائم الانتخابية الإلكترونية تسمح بالتعامل بسهولة مع أعداد أكبر من الناخبين، وتسمح أيضًا بالمزيد من المرونة في مواقع الانتخابات والعملية الانتخابية.

## وصلات خارجية
- Parliamentary inquiry into voter registration, January 2005 (UK)
- How to register to vote (UK)